# 宮崎県道229号門川停車場線

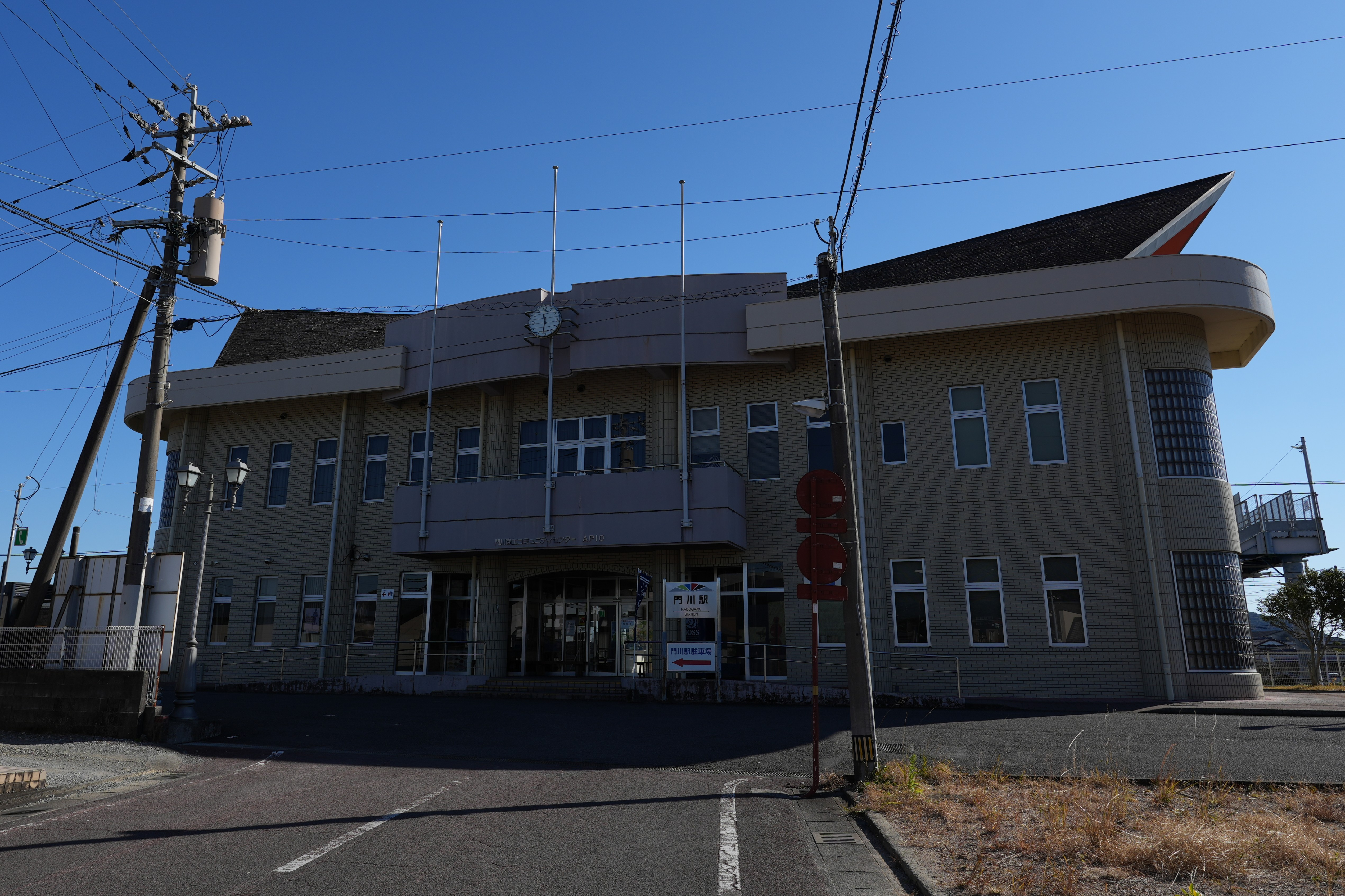
門川停車場（門川駅）

宮崎県道229号門川停車場線（みやざきけんどう229ごう かどがわていしゃじょうせん）は、宮崎県東臼杵郡門川町を通る一般県道である。

## 概要

### 路線データ
- 起点：東臼杵郡門川町門川尾末（鳴子交差点、国道10号交点、宮崎県道232号門川港線終点）
- 終点：東臼杵郡門川町西栄町1丁目（栄町交差点、宮崎県道226号土々呂日向線交点）

## 歴史
- 1959年（昭和34年）6月1日 - 宮崎県告示第226号[1]により路線認定される。当時の整理番号は43。

## 地理

### 通過する自治体
- 東臼杵郡門川町

### 交差する道路
| 交差する道路                   | 交差する場所 | 交差する場所      |
| ------------------------------ | ------------ | ----------------- |
| 国道10号 宮崎県道232号門川港線 | 門川尾末     | 鳴子交差点 / 起点 |
| 宮崎県道226号土々呂日向線      | 西栄町1丁目  | 栄町交差点 / 終点 |

### 交差する鉄道
- 日豊本線

### 沿線
- JR九州日豊本線 門川駅